# پیامدهای انتخابات ریاست‌جمهوری ایران (۲۳ و ۲۴ خرداد ۱۳۸۸)

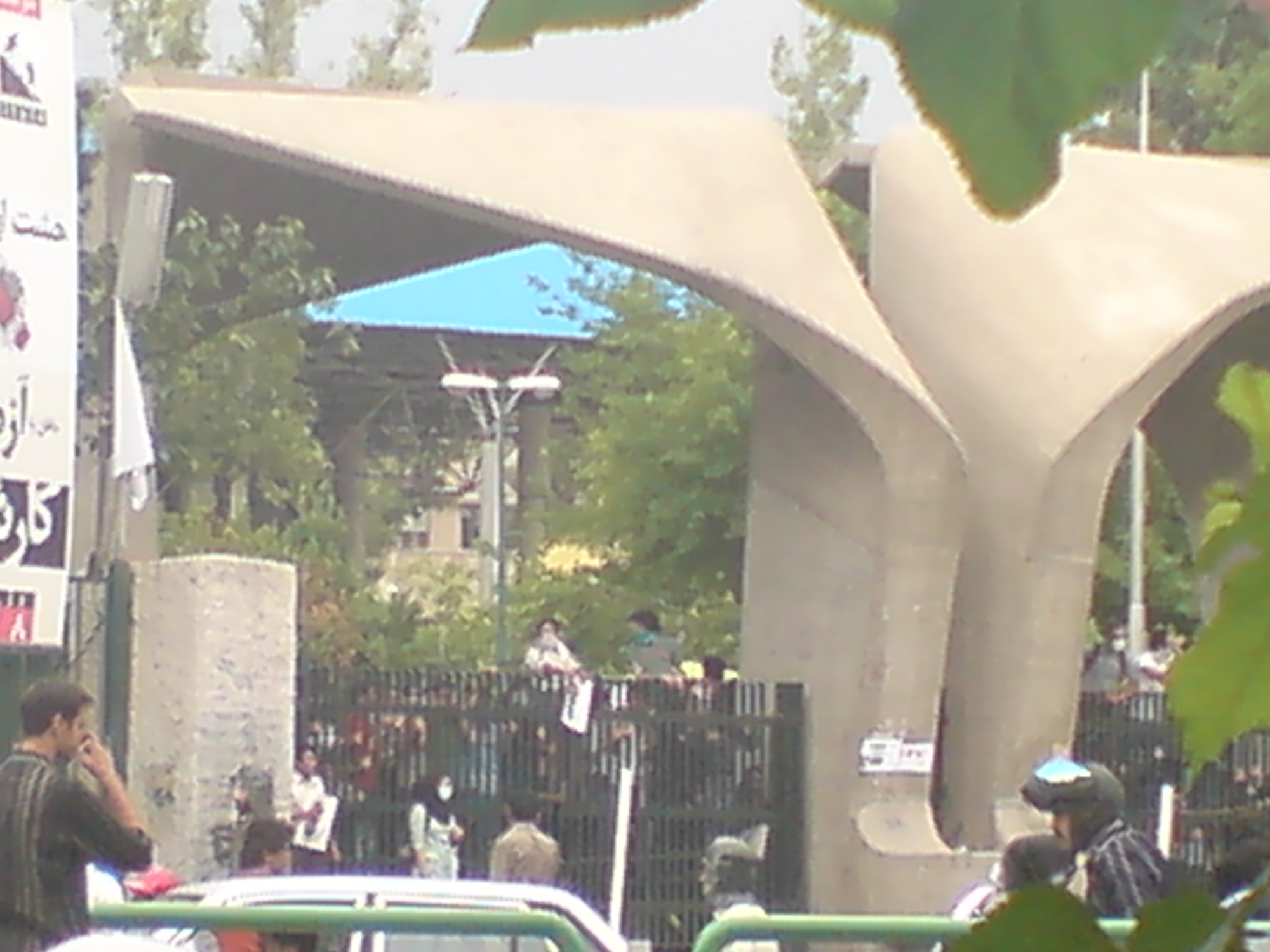
تجمع اعتراض‌آمیز دانشجویان دانشگاه تهران در روز ۲۴ خرداد

در پی اعلام نتایج دهمین دورهٔ انتخابات ریاست جمهوری ایران و اعلام پیروزی دوبارهٔ محمود احمدی‌نژاد، تظاهراتی در خیابان‌ها و میدان‌های تهران و همچنین شهرهای دیگر ایران، توسط هزاران تن از معترضان به نحوهٔ شمارش آرا و حامیان میرحسین موسوی، رقیب اصلی احمدی‌نژاد در انتخابات، در تاریخ ۲۳ و ۲۴ خرداد به راه افتاد. این اعتراضات با سرکوب شدید نیروهای پلیس ضد شورش و حامیان شبه‌نظامی حکومت در سپاه و بسیج روبرو شد؛ به‌طوری‌که شدت آن در تهران در دههٔ گذشته بی‌سابقه بود.

## رویدادهای ۲۳ خرداد

### ناآرامی‌های تهران

#### میدان فاطمی
آغاز ناآرامی‌ها از روبروی وزارت کشور ایران در میدان فاطمی و با اجتماع عده‌ای از مردم در روبروی این ساختمان شروع شد. این مردم با دخالت نیروی انتظامی متفرق شدند. پس از این واقعه پلیس یگان ویژه تمامی خیابان‌های منتهی به وزارت کشور را تحت کنترل قرار داد.
در این حال پلیس با بلندگوی از کسبه محل خواست تا مغازه‌های خود را تعطیل کنند.

#### میدان ونک و پیوستن معترضان دیگر

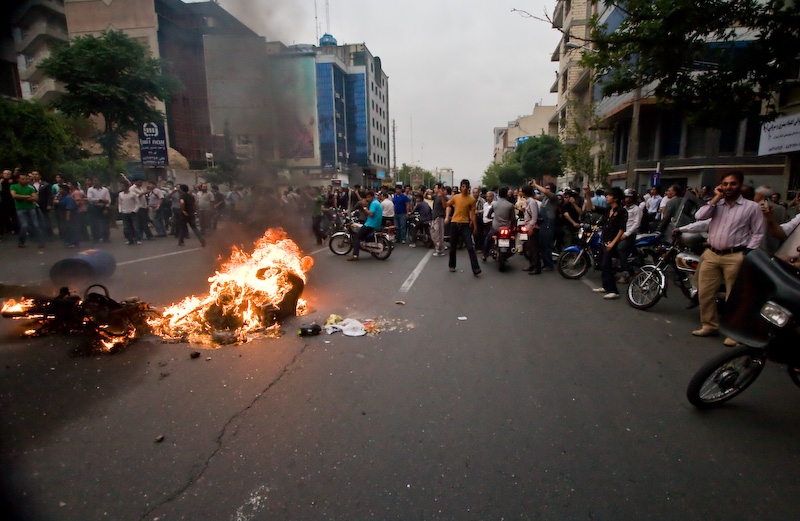
معترضان در تاریخ ۲۳ خرداد.

در میدان ونک تهران نیز جمعتی در حدود ۲۰۰۰ نفر از حامیان میرحسین موسوی، با نیروهای پلیس درگیر شدند. این معترضین پس از مواجه شدن با حمله پلیس به سمت میدان فاطمی در جنوب خیابان ولیعصر حرکت کردند.
پس از پایان ساعت اداری مردم به صورت پراکنده به سمت میدان ولیعصر و میدان فاطمی حرکت کردند؛ و به‌طور پراکنده شعار مرگ بر دیکتاتور شنیده می‌شد؛ که این شعارها با واکنش پلیس مواجه می‌شد. خبر حرکت یک گروه از معترضین از سمت میدان ونک به طرف میدان فاطمی باعث افزوده شدن جمعت بیشتری در میدان فاطمی شد. آن‌ها خیابان ولیعصر را بستند و بر روی زمین نشستند.
پس از بیست دقیقه معترضین میدان ونک به معترضین میدان فاطمی پیوستند؛ و جمعیت معترض در پیاده‌رو و سواره رو خیابان پخش شدند. در این حال پلیس به سمت معترضین حمله کرد ولی به خاطر جمعیت زیاد کاری از پیش نبرد و در این درگیری‌ها تعدادی پلیس مورد ضرب و شتم واقع شدند و ۴ موتور و ۳ ماشین توسط معترضین به آتش کشیده شد. پس از این حمله ناکام پلیس به استفاده از گاز اشک‌آور رو آورد.
در این حال معترضین با به آتش کشیدن سطل‌های زباله شهرداری و کندن نرده‌های کنار خیابان به سمت وزارت کشور پیش رفتند. دو اتوبوس شرکت واحد هم در راه به آتش کشیده شد. نیروهای پلیس برای متفرق کردن مردم از شلیک گلوله هوایی استفاده کردند.

#### گسترش ناآرامی‌ها
پس از ایجاد درگیری در خیابان فاطمی، تظاهرات‌های مشابهی در خیابان‌های ولیعصر، زرتشت، فاطمی، میدان انقلاب، میدان ونک، میدان رسالت، چهارراه جهان کودک، خیابان میرداماد، خیابان تخت طاووس و سایر نقاط به درگیری شدید معترضان با نیروهای پلیس و لباس شخصی انجامید. خبرگزاری آسوشیتدپرس این درگیری‌ها را «جدی‌ترین ناآرامی یک دهه گذشته در تهران» خواند. خبرگزاری فرانسه نیز خبری از درگیری طرفداران میرحسین موسوی و پلیس ضد شورش در مناطق مرکزی شهر تهران منتشر کرد. هزاران تظاهرکننده با راهپیمایی در خیابان‌های مختلف تهران ضمن آتش زدن چندین اتوبوس و سطل‌های بزرگ زباله اقدام به راه بندان خیابان‌ها کرده و علیه محمود احمدی‌نژاد، شعارهای «مرگ بر دیکتاتور» سر دادند. برخی از شعارهای مردم در اعتراض‌های تهران، «موسوی موسوی، رای مرا پس بگیر»، «ایرانی باغیرت، حمایت حمایت» و «دولت کودتا، استعفا استعفا» بود. پلیس ضد شورش با حمله به تظاهرکنندگان به شدت آن‌ها را مورد ضرب و شتم قرار داده و بسیاری از معترضان را بازداشت کرد.
در خیابان تخت طاووس مردم سنگربندی کرده و به سمت مأموران امنیتی سنگ پراکنی می‌کردند. در این حال مردم خانه‌های مجاور با شکستن موزائیک‌های خانه خود و دادن آن به معترضین به آنان کمک می‌کردند. مردم خانه‌های مجاور همچینی با بیرون ریختن روزنامه‌های باطله خود جهت سوزاندن برای کم کردن اثر گاز اشک آوری که مأموران امنیتی استفاده کرده بودند به معترضین کمک می‌کردند. در این درگیری یک خودرو مربوط به پلیس تهران در ابتدای بزرگراه مدرس به آتش کشیده شد.
ایرنا در پیامی حدود ساعت ۱۹ شب از قول سرهنگ محسن خانچرلی معاون عملیات پلیس نیروی انتظامی تهران بزرگ نوشت: با توجه به اینکه هیچ مجوزی برای تجمع مردم در تهران صادر نشده لذا هر گونه تجمع مغایر با قانون بوده و پلیس با عوامل آن و برهم زنندگان نظم عمومی در پایتخت برخورد خواهد کرد. خانچرلی همچنین اعلام داشت که برخی افراد که به نتیجه اعلام شده انتخابات اعتراض دارند از ساعاتی پیش در خیابان ولیعصر و خیابان‌های منتهی به میدان فاطمی تجمع کرده و به برخی از خودروهای شخصی آسیب رساندند که پلیس با حضور در این محدوده این افراد را متفرق کردند و برخی از این افراد به مقابله و پرتاب سنگ و دیگر اشیاء به سمت پلیس پرداختند.

#### دخالت یگان ویژه مسلح ناجا
این وقایع تا ساعت ۸ شب به همین منوال ادامه پیدا کرد. در ساعت ۸ یگان ویژه مسلح ناجا وارد عمل شد و جمعیت را متفرق کرد و دوباره خیابان ولیعصر را در اختیار گرفتند. و اعلام شد از ساعت ۸ یگان ویژه حق تیر دارد. در شرایطی‌که بوق زدن خودروها روشی برای اعتراض به نتایج انتخابات یا همبستگی با معترضین شده‌است. معاون ترافیک پلیس راهنمایی و رانندگی تهران بزرگ اعلام کرد بوق زدن خلاف قانون است و پلیس وظیفه دارد با بوق زنندگان برخورد کند. وی به رانندگان توصیه کرد از بوق زدن در مناطقی که «تجمعات غیرقانونی» برگزار می‌شود، خودداری کنند.
در ساعات پایانی شب ۲۳ خرداد نیز، درگیری‌های وسیعی در امیرآباد شمالی و کوی دانشگاه گزارش شد. و اعتراض مردم با سر دادن شعار «الله اکبر» و رفتن به پشت بام‌ها یا از پنجره‌ها در شنبه شب ادامه پیدا کرد.

### اختلالات مخابراتی
در پی بروز این ناآرامی‌ها تلفن‌های همراه تمام شبکه‌های مخابراتی قطع گردید. تا یک روز پیش از روز انتخابات سیستم ارسال پیامک قطع شده بود. پس از انتشار فیلم‌های ویدئویی درگیری‌های تهران در اینترنت سایت‌های یوتیوب، فیس بوک، توییتر، دویچه وله فارسی، فریند فید و قلم نیوز نیز فیلتر شد و سرعت اینترنت نیز در ایران به شدت کاهش یافت و دربعضی از مناطق هر چند دقیقه برای ساعت‌ها به‌طور کامل دسترسی به اینترنت قطع می‌شد و سیگنال شبکهٔ ماهواره‌ای تلویزیون فارسی بی‌بی‌سی و خبرگزاری‌ها هم مختل شد. در روز ۲۵ خرداد ۱۳۸۸، میلیبند وزیر امور خارجه بریتانیا، اخلال در اطلاع‌رسانی در روزهای قبل و بعد از انتخابات از جمله قطع شبکه ارسال پیامک، اخلال در پخش برنامه‌های تلویزیونی و لغو راهپیمایی‌ها را مغایر با شفافیت نسبی در جریان رقابت‌های انتخاباتی خواند.

### واکنش حزب اعتماد ملی
سعید رضوی فقیه سخنگوی حزب اعتمادملی اعلام کرد که اعضای این حزب در «عزای انتخابات آزاد و جمهوریت»، از این پس در محافل و تجمعات خود لباس سیاه به تن می‌کنند.

## ممانعت از برگزاری کنفرانس خبری میر حسین موسوی
میرحسین موسوی صبح روز ۲۳ خرداد اعلام کرد که در مورد نتایج انتخابات کنفرانس مطبوعاتی ای را در ساعت ۱۴ آنروز در محل روزنامه اطلاعات برگزار خواهد کرد. اما نیروی انتظامی مانع از برگزاری این کنفرانس شد.

### ناآرامی‌های زاهدان
در اعتراضاتی که در شهر زاهدان در خیابان دانشگاه رخ داد نیروی انتظامی چند نفر از طرفداران میرحسین موسوی را بازداشت کرده‌است.

### ناآرامی‌های دانشگاه رازی کرمانشاه
در ساعت ۱ بامداد روز ۲۵ خرداد در پی اعتراضات دانشجویان دانشگاه رازی نسبت به نحوه برگزاری انتخابات، موجی از دانشجویان فریاد «مرگ بر دیکتاتور» و «الله اکبر» سر می‌دادند که با مداخله یگان‌های ویژه به اعتراضات خاتمه داده شد. در پی این اعتراضات نمای ساختمان اصلی دانشگاه و دانشکده علوم آسیب دید.
در ساعات اولیه صبح روز ۲۵ همچنان دانشجویان از دانشکده فنی به سمت دانشکده علوم رفتند و نهایتاً در جلوی دانشکده ادبیات اجتماعی بزرگتر را تشکیل دادند. در این اعتراضات یگان‌های ویژه با اجتماع در بیرون دانشگاه اجازه خروج دانشجویان از دانشگاه را ندادند.

### ناآرامی‌های ارومیه
تظاهرات مردم ارومیه در مخالفت با نتایج انتخابات با مداخله پلیس پراکنده شد. در ارومیه شعار «مرگ بر دیکتاتور» بر علیه احمدی‌نژاد سر داده شد.

### تظاهرات هزاران نفری در ساری
هزاران زن و مرد در خیابان‌های ساری، مرکز استان مازندران، در مخالفت با نتایج انتخابات به تظاهرات پرداختند.
تظاهرات در خیابان‌های فرهنگ - قارن - پیوندی - انقلاب - فدک و میدان شهرداری و کوچه‌های اطراف آن انجام گرفت که با دخالت و خشونت از سوی نیروهای ضد شورش و مأموران لباس شخصی به درگیری انجامید.
در پی این درگیری‌ها چندین نفر از طرفداران میرحسین موسوی بازداشت شدند.
در ساری شعارهای «نصر من الله و فتح قریب … مرگ بر این دولت مردم فریب» «مرگ بر دیکتاتور» «دولت مزدور نمی‌خوایم نمی‌خوایم» سر داده شد.

### اجتماع ایرانیان در خارج از ایران
جمعی از ایرانیان مقیم پاریس که تصمیم داشتند در روز ۲۳ خرداد زیر برج ایفل پیروزی میرحسین موسوی را تجلیل کنند. پس از اعلام نتایج به نشانه اعتراض در روبروی یکی از رادیوهای بین الملی دولت فرانسه جمع شدند.
شماری از ایرانی‌ها در مقابل کنسولگرهای جمهوری اسلامی در پایتخت‌های اروپایی مانند لندن و رم در اعتراض به نتیجه انتخابات تظاهرات کردند.

### ناآرامی‌های سایر شهرها
در شهرهای بابل، زاهدان، اصفهان، کرج، اهواز، کرمانشاه و شیراز نیز اعتراضاتی انجام شد. در روز ۲۳ خرداد ۱۳۸۸ در شهر مشهد نیز صدها تظاهرکننده با راهپیمایی در خیابان‌های این شهر نسبت به نتایج انتخابات ریاست جمهوری اعتراض نمودند. پلیس در برخورد با برخی از این اعتراضات، از جمله معترضین در مقابل دانشگاه شیراز، از گاز اشک‌آور استفاده کرد که این راهپیمایی از مقابل دانشگاه شیراز (میدان ارم) به سمت میدان دانشجو برقرار بود.

### بیانیه حفظ آرامش و خویشتنداری
میر حسین موسوی در بیانیه‌ای تخلفات در دهمین انتخابات ریاست جمهوری را بسیار جدی و رنجش عمیق ملت ایران را کاملاً به حق دانست. با این حال وی اعلام کرد: «قاطعانه از شما می‌خواهم هیچ فرد یا گروهی خود را در معرض صدمه قرار نداده، آرامش و متانت خویش را از دست ندهد و همگان در هر حال حساب خود را از هر گونه رفتار خشونت‌آمیز جدا نمایند. همچنین از نیروی انتظامی انتظار دارم با درایت مردم را از خود دانسته احساسات آن‌ها را در این شرایط درک کند.»

### دستگیری ده‌ها نفر از فعالان سیاسی
در شامگاه روز ۲۳ خرداد محسن میردامادی، زهرا مجردی، سعید شریعتی، عبدالله رمضان زاده و زهره آغاجری از اعضای دفتر سیاسی جبهه مشارکت و بهزاد نبوی، عضو سازمان مجاهدین انقلاب اسلامی پس از تشکیل جلسه فوق‌العاده شان بازداشت شدند. محمدعلی ابطحی، عضو مجمع روحانیون مبارز نیز از بازداشت محمدرضا خاتمی و مصطفی تاج‌زاده خبر داد. هدی صابر، تقی رحمانی و رضا علیجانی فعالان ملی مذهبی نیز دستگیر شدند.
احمد زیدآبادی نیز در جلوی منزلش بازداشت شد.
پس از رایزنی علی لاریجانی با دفتر رهبری، تعدادی از افراد بازداشت شده آزاد شدند.
ده‌ها تن دیگر از فعالان سیاسی نیز در تبریز بازداشت شدند. این بزرگ‌ترین موج بازداشت فعالان سیاسی در دو دهه اخیر در ایران است.

## رویدادهای ۲۴ خرداد

### تظاهرات روز دوم در تهران

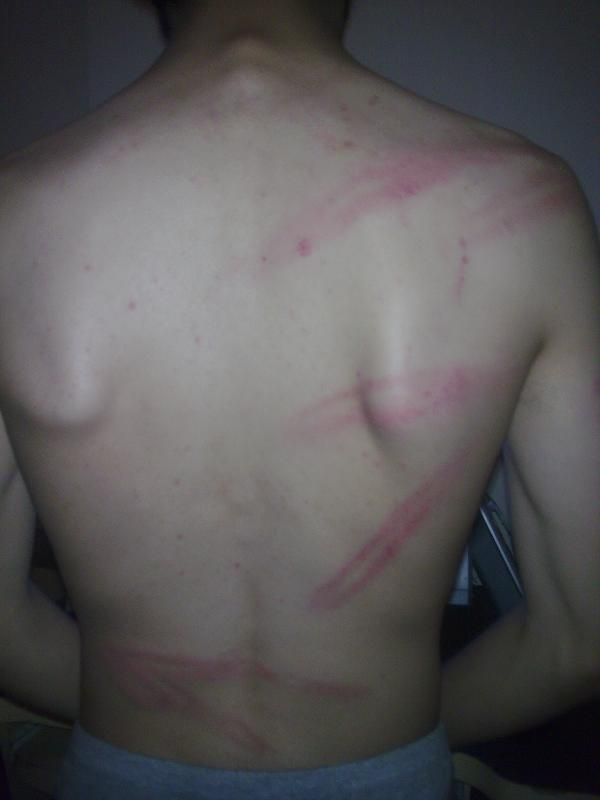
آثار باتوم و شلاق بر پشت یکی از مجروح شدگان درگیری‌های پلیس و معترضین

در روز ۲۴ خرداد درگیری میان پلیس و مخالفان احمدی‌نژاد روز یکشنبه در تهران ادامه یافت و بخش‌های متعددی در تهران شهر توسط مقام‌ها مسدود شد تا از گسترش ناآرامی‌ها جلوگیری شود. خبرگزاری رویترز از تهران گزارش داد که پلیس به یک گروه دو هزار نفره از دانشجویان که در دانشگاه تهران تظاهرات می‌کردند حمله کرده‌است. خبرگزاری اسوشیتد پرس گزارش داد که فریاد «الله اکبر» و «مرگ بر دیکتاتور» و «احمدی خیانت میکنه رهبر حمایت میکنه» هزاران نفر از مخالفان احمدی‌نژاد در شب ۲۴ خرداد از پشت بام‌ها در تهران طنین انداز شده‌است.
میثم عبادی نوجوان ۱۷ ساله در این روز در میدان تجریش تهران به ضرب گلوله کشته شد.

### تظاهرات در دیگر شهرهای ایران
یکشنبه شب در دانشگاه فردوسی مشهد، تجمعی اعتراضی برگزار شد. در گیلان، درگیری‌هایی در یک‌شنبه شب در خیابان‌های اطراف دانشگاه گیلان و خیابان منظریه صورت گرفت.

### اجتماع ایرانیان خارج از کشور
در روز ۲۴ خرداد جمعی از ایرانیان خارج از کشور در شهرهای مختلف اقدام به برگزاری راهپیمایی کردند. در شهر سیدنی ایرانیان پلاکاردهایی در دست داشتند که در آن واقعه روز ۲۲ خرداد را کودتا نامیده بودند. خبرگزاری‌ها در روز ۲۴ خرداد از تظاهرات اعتراض‌آمیزی در شهرهای مختلف دنیا از جمله لندن، کلن، برلین، پاریس، نیویورک، سیدنی، برلین، واشینگتن، لوس انجلس، ادمونتون، ونکوور، مونترال و تورونتو گزارش داد.

### بیانیه دوم کروبی
مهدی کروبی با انتشار بیانیه دوم خود در روز ۲۴ خرداد ۱۳۸۸، اعلام کرد که به هیچ وجه کوتاه نخواهد آمد و احمدی‌نژاد را به عنوان رئیس‌جمهور ایران به رسمیت نمی‌شناسد.

### جشن پیروزی احمدی‌نژاد
جشن پیروزی احمدی‌نژاد در این روز در میدان ولی عصر، یعنی دقیقاً همان جایی که در روز ۲۳ خرداد صحنه تظاهرات مردم بود انجام شد.
احمدی‌نژاد در این مراسم گفت: 
برخی دموکراسی و انتخابات را برای خود می‌خواهند و اگر نتیجه به نفع آن‌ها بود قبول می‌کنند ولی در غیر این صورت آن را قبول نمی‌کنند؛ می‌گویند ما ۱۰۰ درصد برده بودیم حالا که نبرده‌ایم معلوم است که اشکالی در کار بوده‌است. عده‌ای در داخل و خارج جمع شده‌اند و از قبل نتایج را اعلام کرده‌اند، اما ما نفهمیدیم بر چه اساس و منطقی قلب مردم را خواندند.
یک خانمی با یک رسانه غربی مصاحبه کرده و گفته ما ۱۰۰ درصد برنده بودیم اما نتایج مخدوش شد. وقتی دلیل او را پرسیدند گفت من خود بچه فلان منطقه بودم و لذا شوهرم نیز داماد آن منطقه می‌شود، مگر ممکن است به داماد آن منطقه رای ندهند؟ ضمن این که شوهرم نیز بچه فلان منطقه بوده و مگر ممکن است فلان منطقه به فرزند خود رای ندهد؛ این استدلال کسانی است که می‌گویند ما برنده بودیم.

وی همچنین مخالفانش را «خار و خاشاک» خواند و گفت:
 در یک مسابقه فوتبال کسی که تیمش باخته‌است عصبانی است و ممکن است به هر دری بزند؛ در ایران انتخابات با حضور ۴۰ میلیون نفر که بازیگر اصلی و تعیین‌کننده بوده‌اند برگزار شد و لذا چهار تا خار و خاشاک نمی‌توانند کاری کنند و این رودخانه زلال ملت ایران جایی برای خودنمایی آن‌ها نخواهد گذاشت.

### اعلام موضع سازمان مجاهدین انقلاب اسلامی
پس از رد نتایج انتخابات توسط مجمع روحانیون مبارز که در روز ۲۳ خرداد انجام شد، سازمان مجاهدین انقلاب اسلامی ایران در روز ۲۴ خرداد نتایج اعلام شده در انتخابات را «کودتایی نرم علیه مردمسالاری» اعلام کرد.

### آزادی تعدادی از اعضای جبهه مشارکت
پس از رایزنی علی لاریجانی رئیس مجلس با دفتر رهبری، محمدرضا خاتمی، بهزاد نبوی، محسن میردامادی، محسن صفایی فراهانی، زهره آغاجری و سعید شریعتی اعضای دستگیرشده جبهه مشارکت آزاد شدند.

### دیدار موسوی و خامنه‌ای
در دیداری که میرحسین موسوی با خامنه‌ای داشت، خامنه‌ای به او توصیه کرد که اعتراض خود را از طریق مراجع قانونی پیگیری کند. او گفت که «به شورای نگهبان تأکید شده» به نامه موسوی «به دقت» رسیدگی کند. خامنه ای، اعتراضات خیابانی روزهای اخیر را به «تحریکات دشمن و برخی طراحی‌های پشت صحنه برای به آشوب کشاندن خیابان‌ها» نسبت داد و منش موسوی را خلاف آن‌ها خواند.

### دعوت به راهپیمایی از سوی ستاد میرحسین موسوی
ستاد میرحسین موسوی از وزارت کشور درخواست کرد مجوز برگزاری یک راهپیمایی در سراسر کشور در ساعت چهار بعدازظهر روز دوشنبه ۲۵ خرداد را صادر کند. راهپیمایی در تهران از میدان انقلاب به سوی میدان آزادی برگزار می‌شود، میرحسین موسوی خود پیشاپیش راهپیمایان حرکت خواهد کرد و سخنران مراسم خواهد بود. موسوی وزارت کشور را تهدید کرده که در صورت عدم صدور مجوز در آرامگاه روح‌الله خمینی تحصن می‌کند.

### شکایت محسن رضایی به شورای نگهبان و پیام به مردم
محسن رضایی به شورای نگهبان شکایت کرد و در پیامی به ملت ایران اعلام کرد قاطعانه از حقوقشان دفاع می‌کند. وی هوادارنش را به آرامش و متانت دعوت کرد.

### حملات اینترنتی
پس از فراخوان‌هایی که در سایت بالاترین نسبت به حمله به سایت‌های حامی محمود احمدی‌نژاد شد، برخی گروه‌های هکر اقدام به از کار انداختن وبسایت‌های محمود احمدی‌نژاد، فارس نیوز، رهبر جمهوری اسلامی به روش حمله عدم سرویس‌دهی کردند.

## بازتاب در رسانه‌های جهان

جلد روزنامهٔ ایندیپندنت با تیتر «وحشت‌افکنی در تهران».

روزنامهٔ آبزرور چاپ لندن در صفحه اول شماره یکشنبه ۱۴ ژوئن (۲۴ خرداد) در خبر اول خود، با چاپ تصویری از یکی از معترضین در خیابان‌های تهران نوشت پلیس ضد شورش شب گذشته به مقابله با هزاران نفر پرداخت که شعار مرگ بر دیکتاتور سر می‌دادند و در ایران بر سر انتخابات «دزدیده‌شده» شورش شده‌است.
روزنامهٔ ایندیپندنت در همان روز عنوان «ترور در تهران» را برای خبر صفحه اول خود برگزید و در کنار تصویر برزگی از یک جوان معترض که با دستان خونین صورت خون‌آلود خود را در پارچه‌ای گرفته‌است، نوشت: «یک ضربهٔ محکم به صورت، یک لگد در بیضه‌ها و زنده‌باد احمدی‌نژاد». رابرت فیسک، یکی از تحلیل‌گران روزنامهٔ ایندیپندنت، در گزارش مفصلی از تهران نوشت که چگونه شاهد حملات پلیس به تظاهرکنندگان بوده‌است که در موارد متعدد با باتوم به صورت جوانان بازداشت‌شده می‌زدند، سپس اقدام به لگدزدن به ناحیهٔ بیضتین آن‌ها می‌کردند.
روزنامهٔ ساندی تایمز هم ضمن اختصاص دادن خبر اصلی صفحه اول خود به ایران، با تیتر «انفجار ایران بعد از رأیگیری»، نتیجه اعلام شده را نتیجه واقعی آرا مردم ندانست و به یک نظرسنجی که پیش از انتخابات توسط دفتر آیت‌الله علی خامنه‌ای، رهبر ایران، انجام شده بود، استناد کرد. ساندی تایمز به نقل از افرادی که در اعتراضات روز گذشته شرکت داشته‌اند نوشت که مردم برای مطالبه آرای «سرقت شده» خود به خیابان‌ها رفتند و در مقاله‌ای دیگر عنوان داشت که حکومت ایران برای جلوگیری از به روی کار آمدن افرادی که به تعامل بیشتر با غرب معتقدند نتیجه انتخابات را تغییر داد.
مجموعه ۳۲۵ تصویر از ۱۷۵ روزنامه جهان که به بازتاب حرکت ایرانیان پرداخته‌اند در فصل اول کتاب «رستاخیز سبزجامگان» کار علی غریب گردآوری شده‌است.